# The King (2019)
The King is een Amerikaans-Australisch kostuumdrama uit 2019 onder regie van David Michôd. De film is gebaseerd op de toneelstukken Henry IV, Part 1, Henry IV, Part 2 en Henry V van William Shakespeare. De hoofdrollen worden vertolkt door Timothée Chalamet, Joel Edgerton, Ben Mendelsohn en Robert Pattinson.

## Verhaal
In de vroege 15e eeuw volgt de eigenzinnige prins Hal zijn vader, Henry IV, op als koning van Engeland. Hij moet de troon zien te beschermen in een periode van politieke onrust en veldslagen tegen het Franse huis Valois.

## Rolverdeling
| Acteur                   | Personage                 |
| ------------------------ | ------------------------- |
| Timothée Chalamet        | Prince Hal / King Henry V |
| Joel Edgerton            | Falstaff                  |
| Robert Pattinson         | The Dauphin               |
| Ben Mendelsohn           | King Henry IV             |
| Sean Harris              | William Gascoigne         |
| Lily-Rose Depp           | Catherine                 |
| Tom Glynn-Carney         | Henry "Hotspur" Percy     |
| Thomasin McKenzie        | Phillippa                 |
| Dean-Charles Chapman     | Thomas                    |
| Edward Ashley            | Cambridge                 |
| Andrew Havill            | Archbishop of Canterbury  |
| Stephen Fewell           | Grey                      |
| Tara Fitzgerald          | Hooper                    |
| Tom Fisher               | Northumberland            |
| Ivan Kaye                | Lord Scrope               |
| Steven Elder             | Dorset                    |
| Thibault de Montalembert | Karel VI                  |

## Productie
In 2013 raakte bekend dat Joel Edgerton en David Michôd voor Warner Brothers een script hadden geschreven dat gebaseerd was op de toneelstukken Henry IV, Part 1, Henry IV, Part 2 en Henry V van William Shakespeare. De twee Australiërs hadden eerder al samengewerkt aan de film Animal Kingdom (2010). Edgerton was vertrouwd met het werk van Shakespeare aangezien hij eind jaren 1990 voor het Australisch theatergezelschap Bell Shakespeare de rol van prins Hal/koning Henry V had vertolkt in opvoeringen van Henry IV en Henry V. In september 2015 raakte bekend dat Michôd het project ook zelf zou regisseren voor Warner Brothers.
In een interview uit 2016 omschreef Edgerton het script als een combinatie van Game of Thrones en Shakespeare: "Met alle respect voor Shakespeare, maar ik heb het gevoel dat er iets gebeurt wanneer zelfs de meest intelligente mensen naar zijn toneelstukken kijken. Ze voelen zich dom omdat hij eenvoudige dingen op een omslachtige manier vertelt. Wij wilden het volledige publiek laten begrijpen wat er aan de hand was, niet enkel een paar personen."
In februari 2018 werd bekendgemaakt dat het filmproject van Warner Brothers naar Netflix zou verhuizen en werd Timothée Chalamet aangekondigd als hoofdrolspeler. Een maand later werd onthuld dat Edgerton zelf in de huid zou kruipen van het personage Falstaff. In mei 2018 raakte de casting van onder meer Robert Pattinson, Ben Mendelsohn, Sean Harris en Lily-Rose Depp bekend.
De opnames gingen begin juni 2018 van start en eindigden eind augustus 2018. Er werd gefilmd in het Verenigd Koninkrijk (Lincoln, Bristol, Cardiff en Derbyshire) en Hongarije (Szilvásvárad). In maart 2019 vonden er bijkomende opnames plaats in Hongarije.

## Release
The King ging op 2 september 2019 in première op het filmfestival van Venetië. De Amerikaanse bioscooprelease volgde op 11 oktober 2019. Op 1 november 2019 werd de film ook uitgebracht via de streamingdienst van Netflix.